# Aclista larsovei
Aclista larsovei is een vliesvleugelig insect uit de familie van de Diapriidae. De wetenschappelijke naam van de soort is voor het eerst geldig gepubliceerd in 1996 door Buhl.